# Severino (abate)
Severino (Italia, 410 – Mautern an der Donau, 8 gennaio 482) è stato l'evangelizzatore della regione del Norico.
Venerato come santo della Chiesa cattolica, è patrono principale dell'Austria, della Baviera, della città e diocesi di San Severo in Puglia ,Striano e Comiziano in provincia di Napoli . La sua festa liturgica si celebra l'8 gennaio.

## Biografia
Nato intorno al 410 in Italia, Severino apparteneva ad una nobile famiglia romana. Giunse nel 453 nel Norico (nell'attuale Austria). La sua intensa attività fu caritativa e politica insieme, e fu estesa anche alla Rezia orientale, con capoluoghi ad Asturis (forse Zwentendorf an der Donau), Comagenis (Tulln), Favianis (Mautern an der Donau), Cucullis (Kuchl) e Iuvao (Salisburgo), Quintanis (Künzing, presso Osterhofen, in Baviera), Batavis e Boiotro (Passavia e Passau-Innstadt), Lauriacum (Lorch) e nuovamente a Comagenis e Favianis.
Con notevole abilità di organizzazione ed amministrazione, il monaco supplì all'assoluta assenza di controllo da parte di Roma, occupandosi della cura sia religiosa che materiale (dall'approvvigionamento alimentare al vestiario, fino alla liberazione di ostaggi in mano ai germani) della popolazione romana ivi residente e della difesa militare (comunque subordinata alla più fine diplomazia) contro i barbari Rugi che premevano ai confini orientali minacciando stragi e saccheggi. Con questo fiero popolo tentò più volte d'instaurare duraturi rapporti di pacifica convivenza, ma invano.
Severino, che secondo le leggende agiografiche sarebbe stato capace di preveggenza, convertì i norici alla fede cristiana, fondò diverse chiese e cenobi — probabilmente aventi per regola un florilegio di testi patristici — e, seppur privo di alcun riconoscimento ufficiale, esercitò di fatto il potere nella grande regione oggi divisa tra la Germania meridionale (sud della Baviera) e l'Austria, giungendo ad imporre decime per il sostentamento dei poveri. Severino visse in povertà, vestendo una tunica sia d'estate che d'inverno e dormendo per terra, coi fianchi cinti dal cilicio. In quaresima assumeva cibo solo una volta alla settimana.
Severino, presto appellato apostolo del Norico, morì l'8 gennaio del 482 nel monastero di Favianis.

### LaVita sancti Severini
La Vita sancti Severini scritta dall'abate Eugippio consta di quarantasei capitoli che ripercorrono le tappe dell'evangelizzazione dei popoli del Norico, narrando la vicenda spirituale del santo fino alla sua morte e descrivendo la traslazione del suo corpo in Italia al seguito di Odoacre.
Da essa si apprende che Severino nacque intorno al 410 e che in giovinezza fu monaco in Oriente, dove fu attratto dalla vita contemplativa. Qualcuno ritenne il santo di origine africana, ma la bontà del suo linguaggio latino lo fece ritenere figlio di nobile romano e presbitero. Nonostante la scarsità dei documenti circa l'origine e la giovinezza di Severino, si riconobbe ad un uomo con quella esperienza una formazione dottrinale ed ascetica realizzata al contatto con il pensiero dei Padri orientali e con il monachesimo basiliano.
Nella sua vita di eremita in Oriente, egli maturò la vocazione che lo portò nel Norico a svolgere opera di apostolato tra le genti di quella regione dell'impero. Nel 454, ormai uomo maturo e "come novello Mosè", egli raggiunse quelle terre che avevano subito le devastazioni di Attila e che vedevano il cristianesimo affermarsi con difficoltà tra il miscuglio delle religioni pagane ed eretiche vissute dalle genti della frontiera danubiana. Nella 'Romania' danubiana Severino trovò una vita religiosa basata su una rete di monasteri e chiese che aspettavano una guida unificante, che li sostenesse contro gli assalti delle orde e contro l'influenza dei culti pagani.
Severino si presentò dotato di grande fascino e con un potere profetico e carismatico che appariva miracoloso. Egli fu riconosciuto come uomo di Dio dalle genti barbare; avviò la sua predicazione impregnandola del pensiero di san Paolo e del desiderio del Regno di Dio, e basò la sua opera sulla carità verso i fedeli e verso gli stessi barbari.
La sua prima tappa fu Asturia (forse Zwentendorf an der Donau), la più orientale città del Norico. Di lì il suo impegno si diffuse a raggiera per tutto il Norico occidentale, e giunse fino alla Rezia.
Con la sua predicazione egli ammansì la ferocia degli invasori; a lui accorrevano le folle per ascoltarlo, per ricevere il suo soccorso, per essere riscattate dalla schiavitù. Severino realizzò iniziative per la cura delle malattie a favore dei cristiani e dei barbari. La sua opera era ricercata in ogni circostanza avversa e si esprimeva con grande efficacia soprannaturale in ogni occasione, persino per scacciare bestie feroci dalle campagne, per arginare fiumi ed impedire tempeste. Il suo consiglio politico era ricercato da notabili di ogni schieramento; nobili e principi si recavano da lui per essere illuminati e benedetti; a lui si riconosceva autorità spirituale e territoriale suprema. Gli fu anche offerto di divenire vescovo, cosa che per umiltà rifiutò.
A Favianis (Mautern) Severino fondò un monastero che utilizzò come sede principale, e a cinque miglia di distanza egli si costruì una celletta solitaria con la speranza di vivere in ritiro e contemplazione. Ma gli eventi erano tanti e tali da farlo continuamente agire nell'opera sociale e di soccorso alle popolazioni. La cittadina fu una volta da lui liberata dalle locuste che distruggevano le biade. Da Favianes la sua opera, centrata tra Vindobona (Vienna) e Passavia, si estese per tutto il Norico e raggiunse la Drava. Vero defensor civitatis egli fondò il suo monastero principale proprio di fronte alla residenza del sovrano dei Rugi, Flacciteo, che stava sulla sponda opposta del Danubio. Dopo un viaggio a Milano, egli sul Danubio intraprese la cura delle anime accompagnandola costantemente con l'opera caritativa. Si interessò del clero e dei monaci; istituì la raccolta delle decime per sostenere la sua attività, e propose il riscatto dei prigionieri mediante lo scambio tra le parti in lotta.

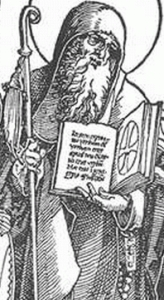
San Severino, particolare di un'incisione di Albrecht Dürer

Per realizzare la sua opera religiosa tesa al Regno di Dio, egli pensò di fondare molti nuclei monastici, e cercò di dirigere la vita dei monaci con regole ben stabilite, basate sul consiglio, sulla disciplina e sulla provvisorietà della dimora terrena.  Continuamente egli proponeva ai suoi monaci il distacco dalle cose del mondo come bene irrinunciabile per la vita monastica.
Molti esempi sono stati tramandati di come Severino attenuava i bisogni dei suoi confratelli. Egli operò guarigioni numerose e il suo aiuto per i poveri era occupazione costante; molte contrade furono nutrite ed aiutate dalla sua attenta sollecitudine. I suoi monaci gli furono sempre accanto in ogni circostanza. Egli aveva la consapevolezza di essere un “ausiliatore” mandato da Dio proprio per aiutare la gente della frontiera che viveva i pericoli delle invasioni barbariche. La testimonianza di Eugippio sullo sfacelo della dominazione romana in quei territori è impressionante. In quel contesto l'azione di Severino assunse caratteri politici rilevanti. La forza della sua personalità e la stima di cui godeva gli consentivano di intervenire direttamente nei disordini politici e nei contrasti bellici. Si narra che entrò a porte chiuse nel castello di Comaggiore ed impose tre giorni di penitenza ai cristiani ivi tenuti prigionieri; al termine di quella penitenza un violento terremoto spaventò i carcerieri che fuggirono lasciando liberi i cristiani. Il vicino re Flacciteo non poté sottrarsi alla sua influenza, e lo chiamò come consigliere nelle controversie con i Goti. Il figlio di questo re, il giovane Fewa, continuò a riconoscere in Severino una grande guida morale per le sue decisioni.
Severino divenne con la sua parola e con la sua presenza il personaggio più rappresentativo della romanità di quella frontiera, ed impose il rispetto per i romani e il valore del cristianesimo. Nello stile paolino egli non attribuiva ai suoi meriti l'efficacia della sua opera; e di fronte a questo atteggiamento molte popolazioni abbandonavano gli antichi riti pagani e sceglievano di vivere una vita più ragionevole e santa. Il suo carattere ascetico si manifestava in ogni sua mortificazione ed in ogni sua preghiera; egli era realmente animato dal grande distacco per le cose del mondo; camminava a piedi scalzi anche in pieno inverno con la neve, ed esercitava virtù eroiche che suscitavano l'ammirazione delle genti. In questo modo riusciva a fermare anche orde selvagge. Le sue penitenze richiamavano l'austerità degli eremiti orientali; ogni giorno mangiava solo al tramonto, e durante la quaresima solo una volta alla settimana. La sua ascesi e la sua opera divennero famose, e i grandi personaggi dell'epoca avevano per lui una grande deferenza. A lui era legato con grande stima anche Gibuldo, re degli Alemanni.

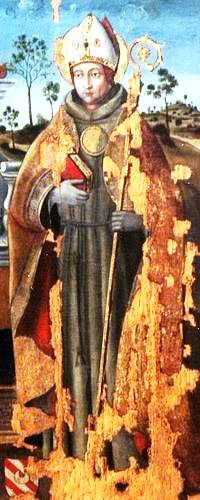
San Severino Abate - particolare della pala d'altare di Protasio Crivelli, datata 1506, conservata presso la Chiesa Matrice di Striano (NA)

Con Odoacre, re degli Eruli, egli ebbe un legame particolare. Questo re barbaro nel 470-471, quando il santo viveva tra il lago Balaton Salzach e Inn, si recò da lui per consiglio. Odoacre chiese la benedizione per sé e per il suo seguito: il santo lo fissò a lungo e poi gli disse di andare come un figlio al quale, predicendogli la sua vittoria, consigliò di fare molto bene a favore del popolo. Odoacre divenne poi primo re d'Italia, e in quella occasione, prima di scendere in Italia, volle conoscere e salutare Severino.
Due anni prima di morire, avvisato dal Cielo, Severino diede l'annuncio della sua morte ai discepoli, e affrontò con serenità gli ultimi giorni. Profeticamente annunciò anche che, dopo la sua morte, i suoi discepoli avrebbero lasciato la Pannonia e perciò li pregò di portare con loro il suo corpo in Italia. Nel momento della morte egli chiamò i monaci intorno a sé; li incoraggiò e diede loro il bacio della pace; poi partecipò all'Eucaristia, e ordinò di intonare il canto di un salmo. Il pianto generale impedì il canto e fu lo stesso Severino ad intonare il Laudate Dominum in Sanctis eius; e quando fu alle parole Omnis Spiritus laudet Dominum il suo respiro si interruppe. Era l'8 gennaio 482.

#### Le reliquie
Sei anni dopo la morte di Severino, nel 488, Odoacre ordinò l'evacuazione dei romani dalla Pannonia, e li fece trasferire in Italia. I discepoli del santo, guidati dall'abate Lucillo suo successore e memori della sua richiesta di trasportare la sua reliquia in Italia, prepararono un'arca ed aprirono il suo sepolcro nel convento “juxta Fabiana”. Essi prelevarono il corpo ancora intatto e, tra il canto dei salmi, lo posero nell'arca e si avviarono in Italia. Si ebbe così la prima traslazione del corpo del santo, da Faviana al Montefeltro; altri dicono Feltro, Monte Faletro o Feretro. Si narra che lungo la strada lo spirito di san Severino era di guida e di difesa per il seguito di monaci e di genti; e numerosi furono i miracoli che operò ad ogni tappa e lungo la via. Il corpo sostò nel Montefeltro fino al 492; poi papa Gelasio I propose di traslarlo a Napoli, ove fu deposto nel Castro Lucullano. Si ebbe così la seconda traslazione di san Severino, che fu curata dall'abate Marciano, successore di Lucillo, e con il beneplacito di san Vittore, vescovo di Napoli. Fino ad un ventennio prima il Lucullano era stata la prigione dell'ultimo imperatore, Romolo Augusto, deposto da Odoacre. Poi si preferì dare una destinazione più significativa a quell'edificio che si trasformò così nella sede di una comunità monastica e in un complesso di edifici sacri intorno alla tomba di san Severino. Il sepolcro fu predisposto da Barbaria, nobildonna aristocratica, che forse era la madre stessa del deposto ultimo imperatore.
O San Severino Abate,

godi pure quella gloria

che con tante apostoliche fatiche

ti sei acquistata.

Noi oggi lodiamo Gesù Cristo in te:

tu Lo hai saputo amare e servire;

Egli ti ha saputo coronare.

Ricordati di noi, prega,

intercedi per tutti quelli che ti invocano.

Mantieni in noi sempre viva la fede,

costante la speranza, accesa la carità,

pura la nostra vita,

affinché vivendo come te, in questa terra,

siamo fatti degni di essere con te

glorificati nel cielo.

Amen.
Tratta da un'icona a Striano
Per merito dei numerosi monaci della congregazione da lui fondata, che intendevano preservarle da eventuali razzie barbariche, o — secondo altri — per ordine di Odoacre che impose l'esodo dei romani del Norico verso luoghi più sicuri entro i confini del suo regno, le sue spoglie vennero trasferite in Italia, dapprima nel Montefeltro (attuale comune di San Leo) nel 488, quindi, sotto il pontificato di papa Gelasio I (492-496), al napoletano Castellum ovvero Castrum Lucullanum, così chiamato dalla villa che Lucullo fece costruire sull'isolotto di Megaris, lo scoglio dove oggi sorge il celeberrimo Castel dell'Ovo. Qui Eugippio, discepolo e autore dell'importante Vita sancti Severini (scritta intorno al 511), fondò insieme ai compagni un monastero di cui, successivamente, divenne abate.
Nel 599 Gregorio Magno indirizzò una lettera al vescovo di Napoli, san Fortunato, al quale chiedeva di donare alcune reliquie di santa Giuliana e san Severino («sanctuaria beatorum Severini confessoris et Julianae martyris») alla nobildonna Januaria, che intendeva erigere un oratorio dedicato ai due santi. In un'altra lettera al suddiacono Pietro, lo stesso pontefice espresse la volontà di dedicare a san Severino una chiesa in Roma e di ricevervi alcune sue reliquie.

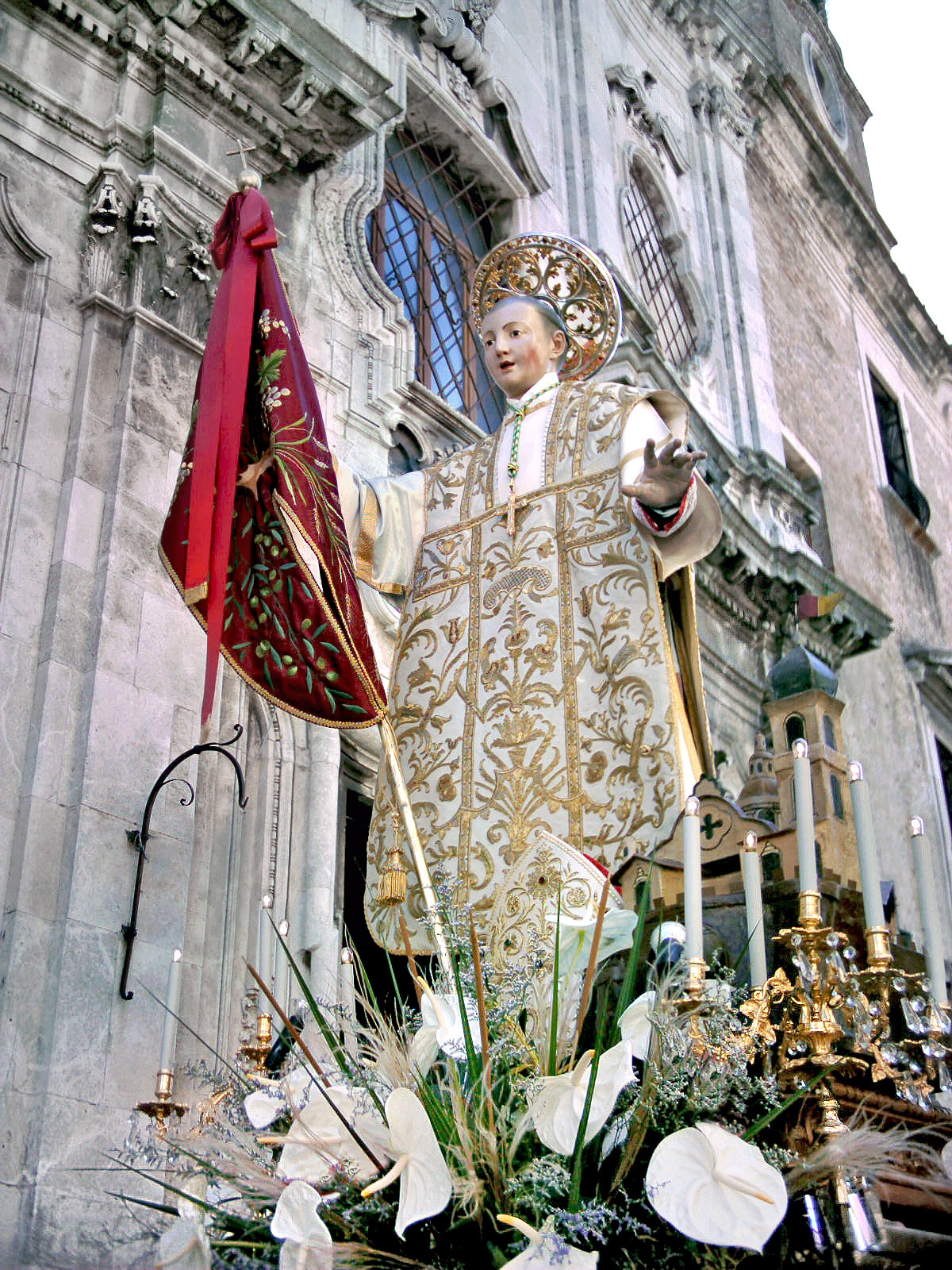
Statua di san Severino (San Severo)

Solo nel 902 i resti di Severino furono, dimesso e spianato il Lucullano, traslati nella monumentale basilica partenopea dei Santi Severino e Sossio, grandiosa costruzione annessa all'omonima abbazia fondata dai benedettini nel IX secolo. Il monastero urbano, dei monaci benedettini, era stato voluto da Atanasio II, vescovo di Napoli. 
La cronaca della traslazione si legge negli Acta translationis sancti Severini abbatis di Giovanni Diacono. I saraceni avevano imperversato per le coste meridionali e i napoletani furono costretti a distruggere il Castro Lucullano. L'abate del monastero benedettino chiese dunque il corpo del santo al vescovo di Napoli, Stefano III, e al duca di Napoli, Gregorio IV. La concessione di entrambi consentì la traslazione, che si realizzò il 10 settembre 902 in forma solenne, alla presenza del vescovo, dei chierici, del duca, della nobiltà e di tanto popolo. La cripta del cenobio benedettino accolse così le spoglie di san Severino e i monaci le tennero in grandissima venerazione.
La memoria del santo, già celebrata nei martirologi antichi (tra cui quello di Beda il Venerabile), si estese in Europa ovunque avesse modo di esprimersi la testimonianza del monachesimo benedettino. 
L'importanza del monastero di San Severino nelle secolari vicende di Napoli e del Regno è testimoniata a vari livelli con privilegi e influenze culturali. Il monastero fu centro importantissimo di religiosità, arte e dignità civile. L'abate e i suoi monaci erano tenuti in gran conto dalle case regnanti e presenziavano nei consigli della nobiltà e nella gestione di vasti territori; in ogni luogo essi diffondevano la fama e la devozione di san Severino e san Sossio. Lo stemma del monastero univa gli attributi iconografici dei due titolari: il bacolo pastorale dell'abate e la palma del martire. A lungo la devozione popolare napoletana ha attribuito alla preghiera fatta sulla tomba dei due santi la possibilità di liberare le anime del Purgatorio.
Nel 1807, a seguito della soppressione dei monasteri attuata l'anno precedente, l'arcivescovo Michele Arcangelo Lupoli, nativo di Frattamaggiore, fece traslare i corpi di san Severino e di san Sossio a Frattamaggiore, che venera il santo levita e martire quale patrono principale. Le vicende della ricognizione dei corpi e della loro traslazione sono raccontate negli Acta inventionis Sanctorum corporum Sosii Diaconi ac Martyris Misenati et Severini Noricorum Apostoli editi dallo stesso prelato.
Attualmente il corpo del patrono dell'Austria si venera, con quello di san Sossio, in una cappella della chiesa madre di Frattamaggiore, di recente elevata a basilica pontificia.
Reliquie insigni del santo si venerano anche nella chiesa a lui dedicata a San Severo e nella chiesa matrice di Striano.

### A San Severo
Il patronato di san Severino è antico quanto la stessa San Severo, originariamente denominata Castellum Sancti Severini. Al santo è dedicata la più antica chiesa cittadina, prima parrocchia e matrice. Secondo la leggenda, il patrono apparve due volte in soccorso della città a lui affidata: nel 1522, con san Sebastiano, per avvertire i cittadini dell'improvviso attacco di mercenari intenzionati a fare saccheggio; nel 1528, a cavallo, e a capo di numerosi guerrieri celesti, per scacciare l'esercito imperiale che voleva punire San Severo per aver tradito Carlo V. Dopo il secondo miracolo il santo fu dichiarato "Difensore della Patria" e fu raffigurato nello stemma civico. Inoltre da allora, ogni anno, nel giorno della sua solennità (8 gennaio), il comune offre al santo il "voto", ossia cento libbre di cera (oggi sostituite da una somma di denaro). Nel 1580, istituita la diocesi, il santo ne divenne naturaliter il patrono, come confermato dai vescovi in tutti i sinodi diocesani. Nel 1817 fu commissionata all'artista napoletano Arcangelo Testa una bella statua del santo, che sostituì il busto cinquecentesco che ne custodiva una reliquia insigne, trafugata dai soldati francesi nel 1799 e sostituita con un frammento del cuore del santo, donato dal vescovo Giancamillo Rossi nel 1824. Ridotto a secondario nel corso dell'Ottocento, il patrocinio principale di san Severino fu ripristinato da S. Pio X con decreto dell'8 aprile 1908.
Il corpo del santo, custodito nella basilica di Frattamaggiore, è giunto in peregrinatio a San Severo due volte, nell'ottobre del 2008, in occasione del 480º anniversario dell'apparizione, e nell'ottobre del 2011, per la solenne conclusione del giubileo diocesano indetto dal vescovo Lucio Angelo Renna per il XVI centenario della nascita del santo (23 ottobre 2010 - 23 ottobre 2011) e per il quale la Penitenzieria Apostolica ha concesso l'indulgenza plenaria quotidiana; nella settimana di chiusura dell'anno giubilare hanno presieduto due solenni celebrazioni nella chiesa di san Severino i cardinali Darío Castrillón Hoyos e Severino Poletto; quest'ultimo ha accolto personalmente in cattedrale, insieme col vescovo, l'urna coi resti del santo patrono, guidando il trasferimento delle spoglie nella chiesa matrice e, successivamente, la solenne processione per le strade della città.
Nel 2008 la basilica di Frattamaggiore, gemellata con la chiesa matrice sanseverese, ha donato a quest'ultima una nuova reliquia insigne del santo, un grosso frammento osseo, che si venera insieme al frammento del cuore giunto nel 1824.

### A Striano

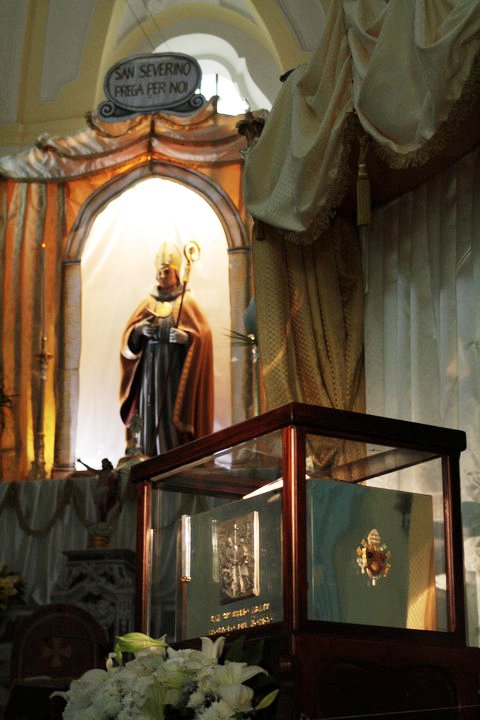
Urna del corpo di San Severino Abate presso la Chiesa Matrice di Striano in occasione del peregrinatio del 17 e 18 aprile 2010.

San Severino abate è ormai da secoli patrono principale della città di Striano. Già nel XIII secolo vi sono tracce di una chiesa dedicata al Santo del Norico costruita fuori le mura cittadine e nei secoli eretta anche a parrocchia. Infatti sul frontespizio della copertina del primo registro dei Battesimi leggiamo: LIBER BAPTIZZATORUM DE PAROCHIALI ECCLESIA S. SEVERINI ABBATIS TERRAE STRIANO A.D. 1574-1589.
Purtroppo varie calamità naturali (terremoti, eruzioni del Vesuvio) e l'inevitabile usura del tempo fecero andare in rovina questo splendido edificio fino al completo abbandono verso la fine del XVIII e l'inizio del XIX secolo. È dunque possibile che nel corso della prima metà del XIX secolo l'antica chiesa sia crollata definitivamente. Il suo suolo e quello dello spiazzale antistante fu scelto e utilizzato dal comune per ubicarne il "Campo Santo", e proprio sulle rovine della vetusta parrocchia venne edificata l'odierna cappella madre del cimitero risalente alla metà del XIX secolo. La nuova ed attuale Chiesa dedicata a San Giovanni Battista, che si fregia del titolo di matrice, costruita nel centro storico verso la fine del XVI secolo, venne eretta a parrocchia nel 1741. Essa conserva alcune opere d'arte dell'antica chiesa di San Severino Abate, tra le quali una splendida pala d'altare del pittore Protasio Crivelli del 1506. Nonostante le difficoltà dei tempi ed il trascorrere dei secoli non è venuta mai meno da parte degli strianesi la devozione ed il culto verso san Severino. Il suo nome è stato ed è ancora molto comune tra gli abitanti del luogo ed a lui non cessano le continue preghiere e suppliche dei fedeli. L'8 gennaio di ogni anno, memoria liturgica del Celeste Protettore, si svolge la tradizionale processione del Santo per le strade di Striano.
Da qualche anno la parrocchia matrice di Striano svolge un pellegrinaggio a Frattamaggiore, presso la Basilica di San Sossio Levita e Martire ove è custodito il corpo dell'Apostolo del Norico. Proprio il gemellaggio con la chiesa frattese ha fatto scaturire negli animi degli strianesi, in questi ultimi anni, il desiderio di possedere una reliquia del Santo Patrono. Così, a testimonianza della fede e della devozione del popolo di Striano all'apostolo del Norico, il 22 ottobre 2006 la comunità parrocchiale di San Sossio di Frattamaggiore ha donato alla parrocchia di Striano una reliquia di San Severino Abate.
Il corpo del santo, custodito nella Basilica di San Sossio Levita e Martire di Frattamaggiore, è giunto in peregrinatio a Striano il 18 aprile 2010, in occasione del XVI centenario della nascita del santo. La Penitenzieria Apostolica, per l'occasione, ha concesso l'indulgenza plenaria. Le spoglie sono state accolte con sommo giubilo dall'intera popolazione nell'antica chiesa parrocchiale dedicata a San Severino Abate. Successivamente, il corpo è stato portato in processione per le strade principali della città, addobbate maestosamente per l'occasione. Al termine, il rettore della Basilica di San Sossio in Frattamaggiore, il parroco rettore della Chiesa matrice della città hanno presieduto la celebrazione eucaristica. Nella notte, migliaia di cittadini, provenienti da tutto l'Agro Nocerino-Sarnese e dalla diocesi di Nocera Inferiore-Sarno, hanno venerato incessantemente il corpo del santo nella chiesa parrocchiale matrice della città. Il giorno seguente, numerosi cittadini hanno preso parte alla festa in città, animata dai vari gruppi parrocchiali e associazioni presenti sul territorio. Nel pomeriggio mons. Gioacchino Illiano, allora vescovo di Nocera Inferiore-Sarno, ha presieduto la solenne celebrazione eucaristica, alla quale hanno partecipato numerosi sacerdoti da tutta la diocesi. Al termine, il vescovo ha consacrato l'urna e gli amministratori hanno consegnato la chiave della città al Santo Patrono.

## Comuni italiani sotto il patronato di san Severino
- San Severo
- Striano
- Comiziano